# Clancy (album)
| Recensione    | Giudizio |
| ------------- | -------- |
| AllMusic      |          |
| Cryptic Rock  |          |
| Kerrang!      |          |
| NME           |          |
| Paste         |          |
| Wall of Sound |          |

Clancy è il settimo album in studio del duo musicale statunitense Twenty One Pilots, pubblicato il 24 maggio 2024 da parte della Fueled by Ramen.
Il disco inizia il "capitolo finale" della serie di concept album iniziata con Blurryface (2015) e che si concluderà con Breach (2025). Clancy prende il nome dal protagonista introdotto nel loro quinto album in studio, Trench (2018). Ambientato nel mondo metaforico di "Trench" e nella città distopica di "Dema", l'album racconta la storia di Clancy e del suo piano per tornare a Trench dopo esser fuggito da Dema ed aver acquisito un "potere miracoloso", come narrato nel sesto album in studio della band, Scaled and Icy (2021).
È il quarto album di seguito dei Twenty One Pilots a raggiungere il podio della Billboard 200, avendo debuttato alla terza posizione della classifica statunitense.

## Antefatti
Nel febbraio 2021, durante la promozione del sesto album in studio Scaled and Icy, il cantante Tyler Joseph ha rivelato che l'ultima traccia, Redecorate, funge da "indizio intenzionale" sul sound del loro prossimo lavoro. Ha descritto il brano come un contrasto col tono più inquietante di Scaled and Icy, definendolo "nuovo di zecca, frizzante, felice e colorato". In un'intervista di settembre 2022, Joseph ha confermato che il nuovo album avrebbe concluso la storia del personaggio di Clancy e della città immaginaria di Dema, introdotti nel loro quinto album Trench, del 2018. Paul Meany, produttore di Trench e Scaled and Icy, ha pubblicato su Instagram una foto che lo ritraeva nell'Ohio con la band, alludendo di essere al lavoro su un nuovo progetto.
Il 15 febbraio 2024 le copertine dei precedenti album del gruppo sono state aggiornate sulle piattaforme di streaming con l'immagine di un nastro adesivo rosso che le copriva parzialmente. Nello stesso periodo, cartelloni e poster in numerosi Paesi hanno iniziato a mostrare un nuovo logo della band.

## Promozione
Il 22 febbraio 2024 la band ha pubblicato un video trailer sui propri social media: nel video il narratore, che si rivela essere Clancy, riassume la storia dei tre album precedenti e i suoi molteplici tentativi di fuga da Dema. Termina il video affermando che sarebbe "tornato a Trench". L'album Clancy è stato ufficialmente annunciato il 29 febbraio 2024, con uscita prevista per il 17 maggio. Il suo primo singolo, Overcompensate, è stato pubblicato lo stesso giorno. Il secondo singolo dell'album, Next Semester, è stato pubblicato il 27 marzo. Il 23 aprile 2024 la band annuncia che l'uscita dell'album verrà posticipata di una settimana per ritardi con la produzione dei video. Il terzo singolo, Backslide, viene pubblicato il 25 aprile 2024 unitamente a un video ufficiale diretto da Josh Dun. L'ultimo singolo pubblicato prima dell'uscita dell'album è The Craving, reso disponibile il 22 maggio 2024 in una versione differente da quella presente nell'album e denominata "Single Version". I quattro singoli vengono presentati per la prima volta dal vivo durante la serie di secret show An Evening with Twenty One Pilots, comprendente cinque concerti a New York, Berlino, Londra, Città del Messico e Columbus, dal 2 al 24 maggio 2024.
Prima dell'uscita dell'album Tyler Joseph annuncia che ogni traccia dell'album avrà il suo video musicale. Il 24 maggio, all'uscita di Clancy, il gruppo tiene un livestream su YouTube insieme al direttore e collaboratore di lunga data Mark C. Eshleman per mostrare, in premiere, tutti i video ufficiali dei brani del nuovo album, fatta eccezione per quello di Paladin Strait, che verrà pubblicato nel giugno 2024.

## Stile e tematiche
Secondo Tyler Joseph, Clancy continua la storia iniziata con il loro quarto album in studio Blurryface del 2015, e proseguita nel successivo Trench del 2018. Lo stesso Joseph dichiara inoltre, in un'intervista a Billboard del febbraio 2024, che anche il sesto album in studio Scaled and Icy del 2021, nonostante il cambio di sonorità e delle tematiche trattate rispetto al restante catalogo musicale del duo, è da considerare parte della "lore" di Clancy, e che le sue sonorità più vicine al pop stanno a simboleggiare il tentativo di Clancy (protagonista della storia narrata negli album) di appetire le masse e di non tornare più a Trench. Tuttavia con il singolo di lancio Overcompensate viene narrato che Clancy decide di ritornare a Trench per riunirsi ai suoi compagni, chiamati "Bandito", e affrontare una volta e per tutte Nico e i suoi vescovi, fortificati nella cittadina distopica di Dema, materializzazione della depressione, delle ansie e delle paure che affliggono gli esseri umani. La storia viene principalmente narrata nei video musicali di Overcompensate e dell'ultima traccia dell'album, Paladin Strait: in quest'ultimo video Joseph affronta faccia a faccia Nico, che tuttavia lo immobilizza afferrandolo per la gola. La storia si concluderà nel successivo album del gruppo, pubblicato un anno dopo Clancy e intitolato Breach.
Dal punto di vista sonoro, l'album è stato descritto come «un amalgama di tutte le iterazioni artistiche dei Twenty One Pilots», e sono stati citati, per descrivere i divergenti stili musicali di ogni brano, generi come il rock alternativo, il rock elettronico, il pop punk, il pop rock, l'hip hop, il synth pop, il bedroom pop, l'emo rap, l'indie rock, e il garage rock.

## Successo commerciale
L'album ha debuttato alla terza posizione della Billboard 200 con 143.000 copie vendute durante la prima settimana di uscita, diventando il quarto album di seguito del duo a ottenere il podio della classifica statunitense. Alla sua pubblicazione ogni traccia in esso presente è entrata nella Hot Rock & Alternative Songs di Billboard, diventando il terzo album di seguito del gruppo a ottenere tale risultato. A livello internazionale ha debuttato alla seconda posizione della classifica degli album britannica e alla prima di quella australiana (traguardi già raggiunti precedentemente dal duo con Trench). Raggiunge il podio delle classifiche in numerosi altri paesi, e in particolare la prima posizione in Germania, risultato più alto ivi mai raggiunto dal gruppo. Rock Sound lo nomina, al termine del 2024, come il miglior album dell'anno.

## Tracce
Testi e musiche di Tyler Joseph, eccetto dove indicato.
1. Overcompensate – 3:56 (Tyler Joseph, Paul Meany)
2. Next Semester – 3:54
3. Backslide – 3:00
4. Midwest Indigo – 3:16 (Tyler Joseph, Paul Meany)
5. Routines in the Night – 3:22 (Tyler Joseph, Paul Meany, Jake Torrey)
6. Vignette – 3:22 (Tyler Joseph, Paul Meany)
7. The Craving (Jenna's Version) – 2:54
8. Lavish – 2:38 (Tyler Joseph, Paul Meany)
9. Navigating – 3:43 (Tyler Joseph, Paul Meany)
10. Snap Back – 3:30 (Tyler Joseph, Paul Meany)
11. Oldies Station – 3:48
12. At the Risk of Feeling Dumb – 3:23
13. Paladin Strait – 6:28 (Tyler Joseph, Paul Meany)

Tracce bonus nell'edizione Digital Remains
1. Overcompensate (Live from An Evening with Twenty One Pilots) – 4:21
2. Nex Semester (Live from An Evening with Twenty One Pilots) – 4:08
3. Backslide (Live from An Evening with Twenty One Pilots) – 3:01
4. The Craving (Jenna's Version) (Live from An Evening with Twenty One Pilots) – 3:09

## Formazione
Gruppo
- Tyler Joseph – voce, chitarra, basso, pianoforte, sintetizzatore, ukulele, campionatore, programmazione, produzione
- Josh Dun – batteria, percussioni, ingegneria percussioni, programmazione, cori

Altro personale
- Paul Meany – sintetizzatore, programmazione, cori, produzione (eccetto tracce 1-3, 7, 11-12)
- Jake Torrey – produzione (tracce 5)
- Chris Woltman – produzione esecutiva
- Adam Hawkins – missaggio
- Joe LaPorta – mastering
- Mark Eshleman – direzione creativa
- Brandon Rike – direzione creativa
- Ashley Osborn – fotografia
- Björgvin Sigurdarson – fotografia
- Laura Proepper – styling
- Brian Ranney – packaging

## Classifiche

### Classifiche settimanali
| Classifica (2024) | Posizione massima |
| ----------------- | ----------------- |
| Argentina         | 3                 |
| Australia         | 1                 |
| Austria           | 2                 |
| Belgio (Fiandre)  | 4                 |
| Belgio (Vallonia) | 3                 |
| Canada            | 3                 |
| Croazia           | 4                 |
| Finlandia         | 20                |
| Francia           | 4                 |
| Germania          | 1                 |
| Giappone          | 27                |
| Irlanda           | 3                 |
| Italia            | 11                |
| Lituania          | 6                 |
| Norvegia          | 39                |
| Nuova Zelanda     | 3                 |
| Paesi Bassi       | 2                 |
| Polonia           | 7                 |
| Regno Unito       | 2                 |
| Repubblica Ceca   | 2                 |
| Spagna            | 5                 |
| Stati Uniti       | 3                 |
| Svezia            | 12                |
| Svizzera          | 5                 |

### Classifiche di fine anno
| Classifica (2024) | Posizione |
| ----------------- | --------- |
| Portogallo        | 193       |